# Pasiega (raça bovina)
A pasiega, vermelha pasiega ou rojina é uma raça bovina autóctone dos Vales Pasiegos, na Cantábria, Espanha.

## Morfologia

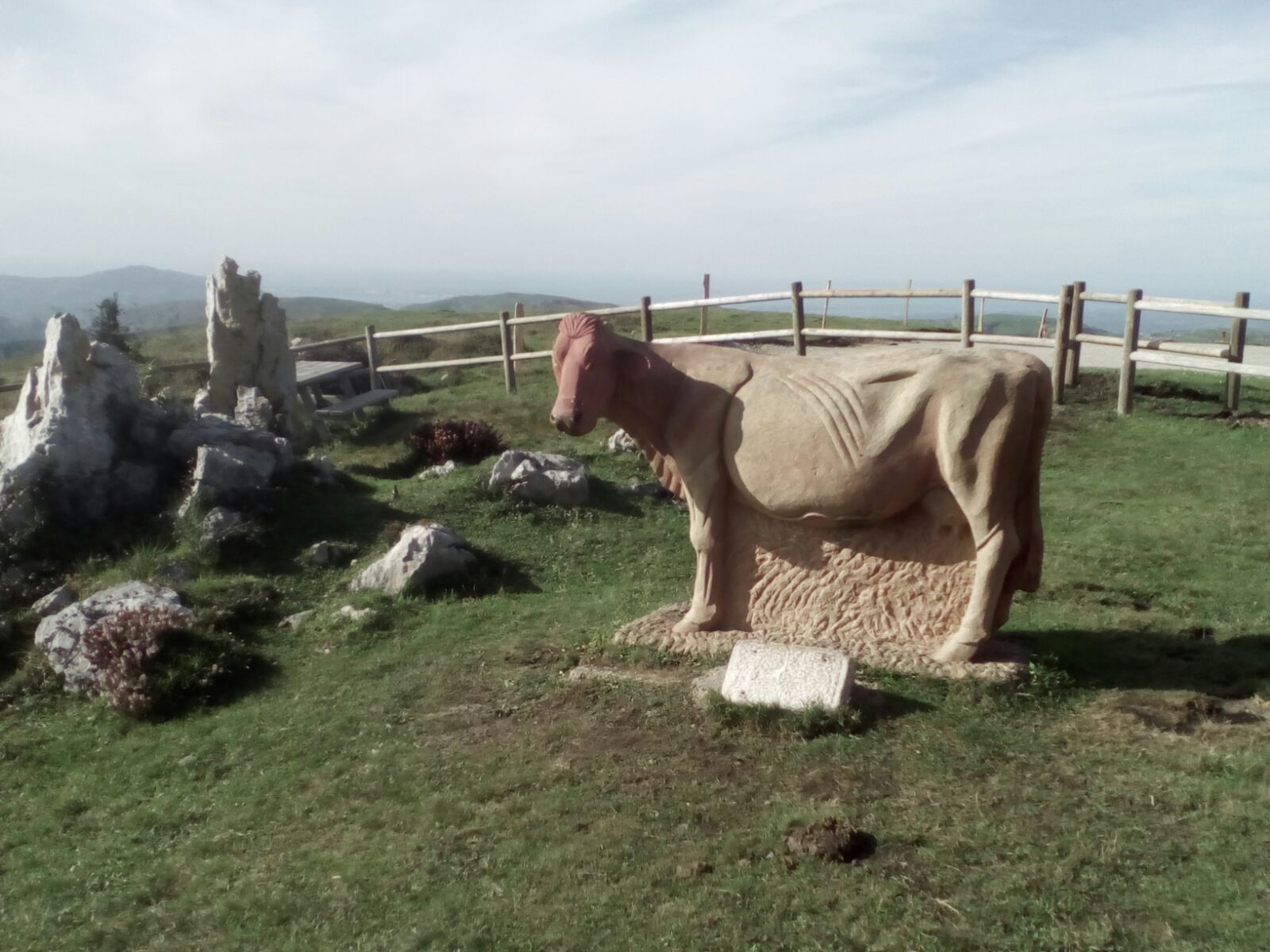
Monumento à vaca pasiega no alto de Los Machucos, Cantábria

É uma vaca de pelo vermelho variável entre a cor vermelha viva e o escareado. De tamanho médio com uma alçada na cruz de 130 cm., com cabeça pequena, frente larga e perfil recto. Possui cornos de tamanho médio, cor creme com as pontas negras. Suas extremidades são longas e finas com articulações robustas e patas duras e potentes. Tem ubres de desenvolvimento regular, com pele fina e untosas ao tacto. As mucosas, patas e a ponta dos cornos aparecem engrecidas. Tem um temperamento desconfiado mas dócil. A produção de leite é actualmente de uns 20 litros ao dia, o duplo que faz um século.

## História da raça
Durante séculos, junto à tudanca, a vaca pasiega predominava em Cantábria como animal leiteiro, com alto índice de matéria gorda e proteína. Seu declive iniciou-se na segunda metade do século XIX, devido ao incremento da demanda de leite em Espanha. Em seu lugar importaram-se vacas mais produtivas de Europa, como a suíça primeiro e a frísia depois. As sucessivos cruzamentos com estas duas raças tiveram uma grande influência sobre a vaca pasiega, até o ponto de que, no primeiro terço do século XX, a raça tinha sofrido uma regreção tão drástica que se podia falar da sua extinção.
Assim a raça pasiega se cria já extinguida mas depois de se conhecer em 2004 a existência nas zonas altas do rio Pas de um grupo de vacas que poderiam responder ao regular racial da antiga raça pasiega, e não a um cruzamento, a Conselharia de Ganaderia do Governo da Cantábria iniciou um estudo para a uma futura recuperação. Depois de comprovar que as instâncias se correspondiam com o regular racial conhecido, seguiu um estudo de análise molecular de amostras de um grupo homogêneo de 32 rêses, com resultados positivos.
Depois da análise da documentação contribuída pela Conselharia de Ganaderia e avalada pelos relatórios genéticos, junto com o estudo dos dados da origem, a descrição morfológica, diferenciação e situação actual da raça, o Comité de Raças de Gado em Espanha tem lembrado a inclusão da vaca pasiega, autóctone da Cantábria, no Catálogo Oficial de Raças de Gado da Espanha. Sendo quase a única raça leiteira autóctone que resta na Península Ibérica.

## Distribuição
Em 2010 havia 397 animais registados com as características próprias da raça em diferentes ganaderias em dez prefeituras da Cantábria: Medio Cudeyo, Riotuerto, Saro, Selaya, Vega de Pas, Liérganes, Laredo, Solórzano, Voto e San Pedro del Romeral.
Criou-se uma associação de criadores encarregada de levar e gerir o livro genealógico. Constituiu-se um banco genético de sangue, sémen e embriões. Ademais, incluiu-se esta raça para receber ajudas do Plano de Recría de Novillas para a manutenção da vaca pasiega autóctone.